# Wiesiołyje ułybki
Wiesiołyje ułybki / Happy Smiles (ros. Весёлые улыбки) – trzeci rosyjskojęzyczny album zespołu t.A.T.u. Planowana data wydania była wielokrotnie przesuwana, ostatecznie został nią 21 października 2008 r. i jest to czwarty termin premiery podany do publicznej wiadomości (po 25 grudnia 2007, kwietniu i czerwcu 2008). Wokalistki wytłumaczyły, że przesuwanie premiery ma związek z tym, że album jest tworzony samodzielnie przez t.A.T.u., bez współpracy z żadną dużą wytwórnią muzyczną.
Produkcja materiału rozpoczęła się na początku 2007 roku w Niemczech i trwała przez niemal półtora roku (z przerwami). Wiosną 2007 zespół pracował nad piosenkami w studiu nagraniowym w Los Angeles, jednak większość powstała w Europie – w Moskwie i Londynie. Dystrybucją materiału wyprodukowanego przez T.A. Music/t.A.T.u. zajmuje się rosyjska wytwórnia fonograficzna Soyuz (z poprzednią, Universalem, t.A.T.u. zerwały kontrakt po licznych sporach związanych z niezależnością grupy). 
Fizyczne Wiesiołyje ułybki zostały wydane tylko w Rosji (początkowo wyłącznie w sieci sklepów firmy fonograficznej SOYUZ), album jednak trafił także do wszystkich światowych wersji w iTunes (pod nazwą Happy Smiles), gdzie pojawił się na listach przebojów.

## Lista utworów
1. Intro
2. Biełyj płaszczik
3. You and I
4. Sniegopady
5. 220
6. Marsianskije głaza
7. Czełowieczki
8. Happy Smiles
9. Running Blind
10. Fly on the Wall
11. Wriemia łuny
12. Nie żalej

## Notowania
| Kraj/Region                       | Pozycja | Status | Sprzedaż |
| --------------------------------- | ------- | ------ | -------- |
| Rosja - oficjalna lista sprzedaży | 7       |        |          |
| Rosja - sieć Soyuz                | 1       |        |          |
| Rosja - Billboard Sales Chart     | 13      |        |          |
| Kraj (iTunes)                     | Pozycja | Status | Sprzedaż |
| Australia - Pop                   | 15      |        |          |
| Australia - Ogólnie               | 78      |        |          |
| Finlandia - Pop                   | 6       |        |          |
| Finlandia - Ogólnie               | 8       |        |          |
| Francja - Pop                     | 19      |        |          |
| Francja - Ogólnie                 | 88      |        |          |
| Grecja - Pop                      | 45      |        |          |
| Japonia - Pop                     | 26      |        |          |
| Kanada - Pop                      | 59      |        |          |
| USA - Pop                         | 13      |        |          |
| USA - Ogólnie                     | 32      |        |          |
| Wielka Brytania - Pop             | 32      |        |          |